# 319 Леона
319 Леона (енгл. 319 Leona) је астероид са пречником од приближно 68,16 km.
Афел астероида је на удаљености од 4,161 астрономских јединица (АЈ) од Сунца, а перихел на 2,654 АЈ.
Ексцентрицитет орбите износи 0,221, инклинација (нагиб) орбите у односу на раван еклиптике 10,556 степени, а орбитални период износи 2298,028 дана (6,291 година).
Апсолутна магнитуда астероида је 9,80 а геометријски албедо 0,045.
Астероид је откривен 8. октобра 1891. године.